# استان وادی الحیاه
یکی از استان‌های کشور لیبی است.

## شهرهای اصلی
| - اوباری - جرمه - غریفه | - توش - بنت بیه - رقیبه |  |